# Специальный технологический центр
Специальный технологический центр — ООО "СТЦ". Российская компания, занимающаяся разработкой программного обеспечения и аппаратных средств. Так же является разработчиком и производителем беспилотных аппаратов "Орлан".

## Продукция компании
БПЛА
- «Орлан-10»
- «Орлан-30»